# Los Angeles Memorial Coliseum
El Los Angeles Memorial Coliseum (en español: Coliseo Conmemorativo de Los Ángeles) es un recinto deportivo ubicado en Los Ángeles, California, Estados Unidos. Alberga los partidos que disputan como locales los USC Trojans de la National Collegiate Athletic Association (NCAA) y tiene una capacidad para 78 467 espectadores.
Apodado The Grand Old Lady (La gran dama antigua), el coliseo fue sede de los Juegos Olímpicos de 1932 y 1984, y volverá a serlo en 2028. Es el único estadio de la historia que ha sido el escenario principal de dos Juegos Olímpicos. Aunque la ciudad comparte el honor con París, Londres, Atenas y Tokio, de haber albergado al menos dos veces los juegos de verano, estas ciudades emplearon inmuebles distintos en cada edición.
El Primer Super Bowl en la historia de la NFL se jugó en este escenario el  15 de enero de 1967 y posteriormente se disputaría el Super Bowl VII en 1973.
En 1984, el Estado de California y el gobierno de los Estados Unidos declararon el Coliseo Hito Histórico Nacional por su contribución a la historia de California, así como a la de los Estados Unidos en su conjunto. 
Los USC Trojans de fútbol americano universitario han jugado en el Coliseum desde 1923. Sus rivales históricos, los UCLA Bruins, utilizaron el estadio entre 1928 y 1981. El Coliseum fue sede de dos equipos de la National Football League: Los Angeles Rams en dos periodos (1946–1979; 2016-2019) y Los Angeles Raiders (1982–1994). En su segunda etapa los Rams, retornaron desde San Luis, Misuri, luego de veinte años y de forma provisional, antes de instalarse definitivamente en el nuevo inmueble de la ciudad, el SoFi Stadium.
Los Angeles Dodgers de las Grandes Ligas de Béisbol jugaron allí entre 1958 y 1961. Otros equipos deportivos que han utilizado el Coliseum han sido Los Angeles Wolves, Los Angeles Toros y Los Angeles Aztecs, todos ellos de fútbol soccer.
Además, ha albergado partidos de fútbol de la Copa de Oro de la Concacaf en 1991, 1996, 1998, 2000 y 2005, así como de la Copa de Campeones de la Concacaf, la Copa Interamericana, la Recopa Sudamericana 2003 y la final de la Copa Centroamericana 2014.
El pebetero que fue construido para los Juegos olímpicos de 1932 sigue arriba de los grandes arcos de la entrada del coliseo, igual que los Anillos Olímpicos.
En la plaza de entrada, hay dos estatuas de un hombre y una mujer atletas, creados por Robert Graham, para los Juegos Olímpicos de 1984. Son notadas por su exactitud anatómica. Los estatuas son modeladas por los atletas Terry Shroeder y Jackie Joyner-Kersee, los dos atletas participaron en los juegos ese año.

## Historia

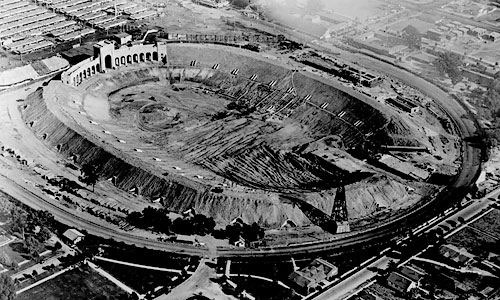
Construcción del estadio

El Coliseo de Los Ángeles abrió en junio de 1923; unos 5 meses más tarde, el 6 de octubre el primer partido de fútbol americano se jugó en el estadio, con el duelo entre los Troyanos de la Universidad del Sur de California y Pomona College; ganando los primeros con marcador de 23-7 ante una multitud de 12 836 espectadores. Fue un comienzo modesto para un lugar que más tarde jugaría un papel muy destacado en el Fútbol americano universitario y el fútbol americano profesional; y convertirse en uno de los estadios más grandes en la historia de Estados Unidos.

### Juegos Olímpicos 1932

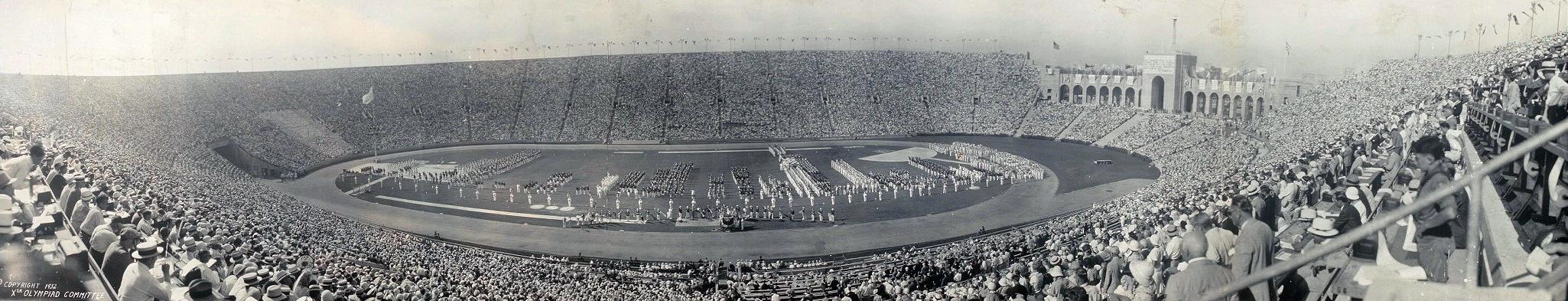
Ceremonia de inauguración de los Juegos Olímpicos de 1932.

En 1919 William M. Garland presidio como principal promotor, un comité organizador que buscaría la obtención de la sede correspondiente a los Juegos Olímpicos de 1928; teniendo como base de apoyo la garantía del éxito financiero que significaba en esos momentos la naciente prosperidad de Los Ángeles. Prosperidad reflejada en la construcción de uno de los más grandes escenarios deportivos de la época: el Memorial Coliseum, que habría de ser inaugurado en 1923. Sin embargo la ciudad perdió la sede a manos de Ámsterdam. Cuatro años después, en abril de 1923 en la vigésimo primera sesión del Comité Olímpico Internacional en Roma, la urbe californiana fue elegida por unanimidad como sede de los Juegos Olímpicos de 1932, en gran medida por poseer ya la mayor parte de las instalaciones planeadas para la edición de 1928.
A pesar del apogeo de la depresión económica de 1929, los estadounidenses se mostraron dispuestos a mostrar su fábrica de ensueño, es decir la pujanza económica de la ciudad, y símbolo del denominado estilo de vida americano. Mismo que había logrado la construcción de un estadio similar a los coliseos romanos. 
Desde la inauguración los estadounidenses borraron el fantasma de San Luis 1904 y presentaron un espectáculo diseñado por el cineasta Cecil B. DeMille, director de Los diez mandamientos. El 30 de julio de 1932, ante 105,000 espectadores, desfilaron 1408 atletas de 37 países. Desde una butaca del estadio, actores como Charles Chaplin, Gary Cooper y Joan Crawford presenciaron la emocionante ceremonia de inauguración, que como toda la estructura organizativa, se transformó en una superproducción cinematográfica. Más de 3000 cantantes y músicos, 100 trompetas, miles de palomas, bailarines, cuadros alegóricos, compartieron con los actos ceremoniales, para dar nacimiento a las futuras grandiosas ceremonias inaugurales.
El escenario también sería testigo por primera vez en la historia del famoso podio de vencedores, del reloj automático para medir las competencias de pista y del primer afroamericano ganador de lo 100 metros planos: Eddie Tolan.

### Serie mundial de béisbol 1959

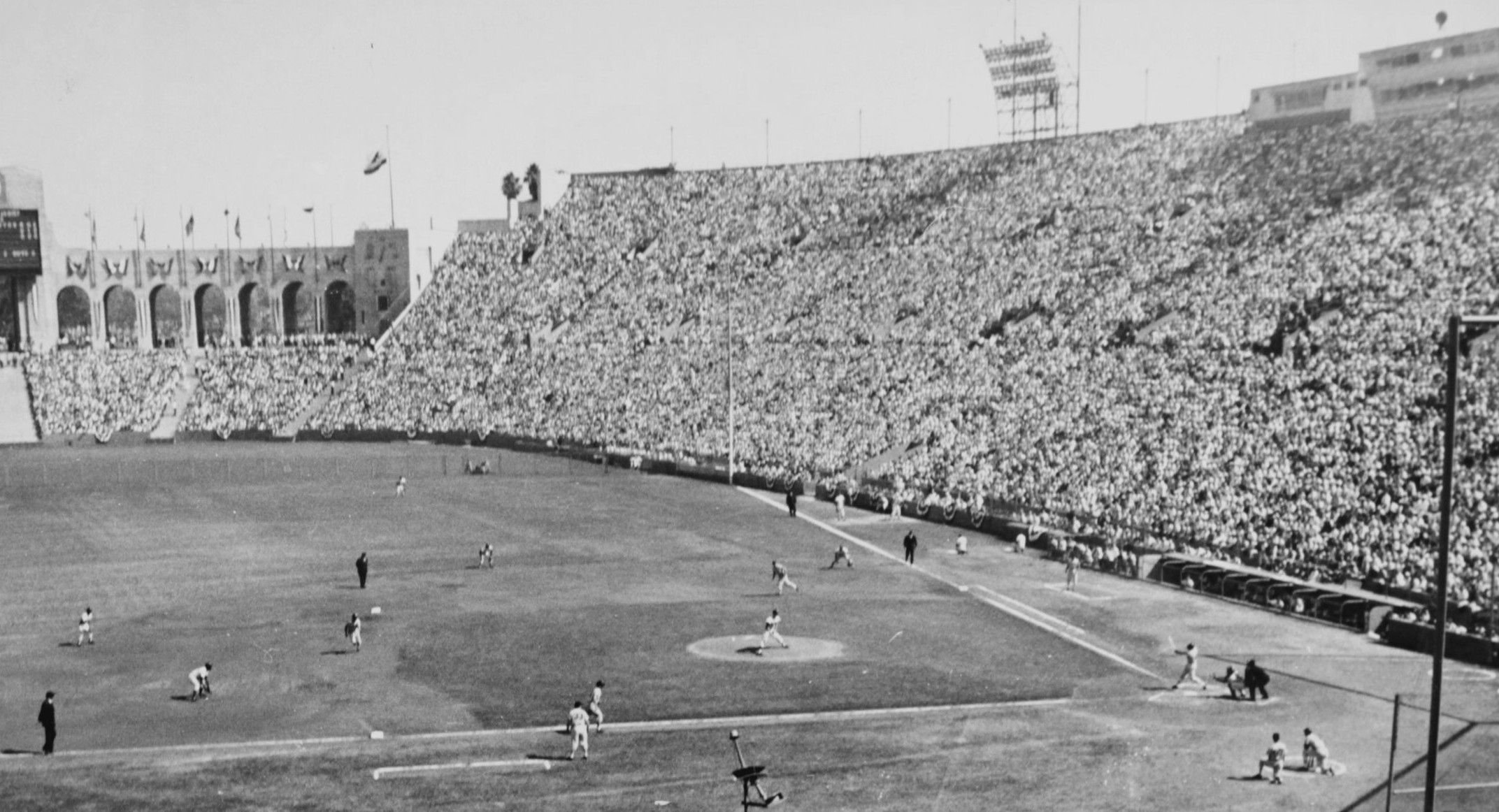
Partido de la Serie mundial de 1959 en Memorial Coliseum

Tuvieron que pasar 40 años, para que los Medias blancas de Chicago fueron de nuevo campeones de la Liga Americana. Y su rival en turno, serían los Dodgers de Los Ángeles campeones de la Liga Nacional, quienes jugaban la primera Serie mundial en su nueva casa: Los Ángeles, California, después de haberse mudado del distrito de Brooklyn, Nueva York en 1958.
Los Medias blancas eran favoritos, por ser uno de los equipos más rápidos en la historia del béisbol, llamados los "Go-Go Sox". La Serie Mundial se efectuó del 1 al 8 de octubre de 1959, en la siguiente forma: juegos uno, dos y seis en el Comiskey Park de los Medias blancas. Juegos tres, cuatro y cinco en el Memorial Coliseum. La Serie Mundial fue ganada por los Dodgers 4 juegos a 2.
En esta Serie Mundial, se impuso el récord, aún vigente, del total de boletos vendidos en una serie, que fue de 420 784 y también el récord de más boletos vendidos para un juego de la serie mundial; 92 706 en el quinto juego, escenificado en el inmueble angelino.

### Super Bowl I

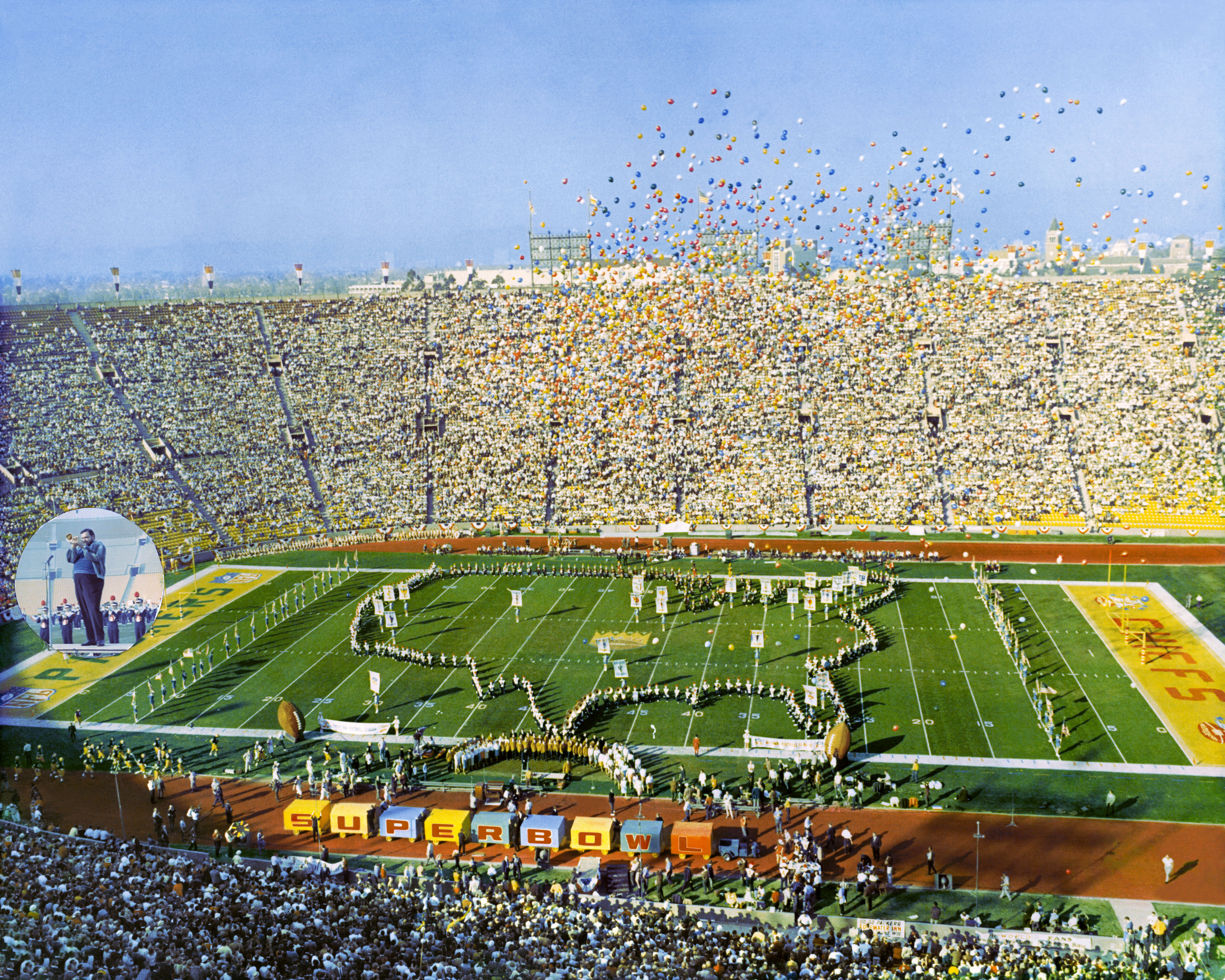
Espectáculo del medio tiempo en la primera edición del Super Tazón de la NFL

En 1966, como parte de un acuerdo entre la National Football League y el otro campeonato existente entonces, la American Football League (AFL), se estableció que los vencedores de cada competición jugaran un partido en cancha neutral previamente elegida, que decidiera al campeón de fútbol americano en los Estados Unidos. Los primeros protagonistas del denominado Partido por el Campeonato Mundial de la AFL-NFL fueron los Empacadores de Green Bay de la NFL y los Jefes de Kansas City de la AFL. Mientras que para la primera sede del partido sería elegido el Memorial Coliseum.
Los empacadores se alzaron con el triunfo (35-10) el 15 de enero de 1967, gracias a una destacada actuación del mariscal de campo Bart Starr, quien logró dos anotaciones con el receptor Max McGee. Las otras dos anotaciones fueron obra del corredor Elijah Pitts. Por única vez en la historia el escenario donde se jugó el partido no se llenó, alcanzando apenas 61 946 localidades ocupadas, de las cien mil disponibles.

### Super Bowl VII
El 14 de enero de 1973 se llevó a cabo la séptima edición del Super Tazón, por segunda vez en el Memorial Coliseum y en esta ocasión produciendo el lleno en las gradas de 90 182 espectadores. Los contendientes fueron los Delfines de Miami de la AFC (ganó el encuentro 14-7) y los Pieles rojas de Washington de la NFC.
Los delfines no aceptaron puntos en los tres primeros cuartos y limitaron a los pieles rojas a solo siete puntos. Jake Scott colaboró con dos intercepciones para ser designado Jugador más valioso. El encuentro resultó histórico por ser la coronación del primer equipo (en la era del Super Bowl) que concluía con marca perfecta la temporada regular; los delfines dirigidos por Don Shula habían concluido con marca de 17-0. Fue la última vez que el Super Bowl se escenificó en el coliseo angelino.

### Juegos Olímpicos 1984

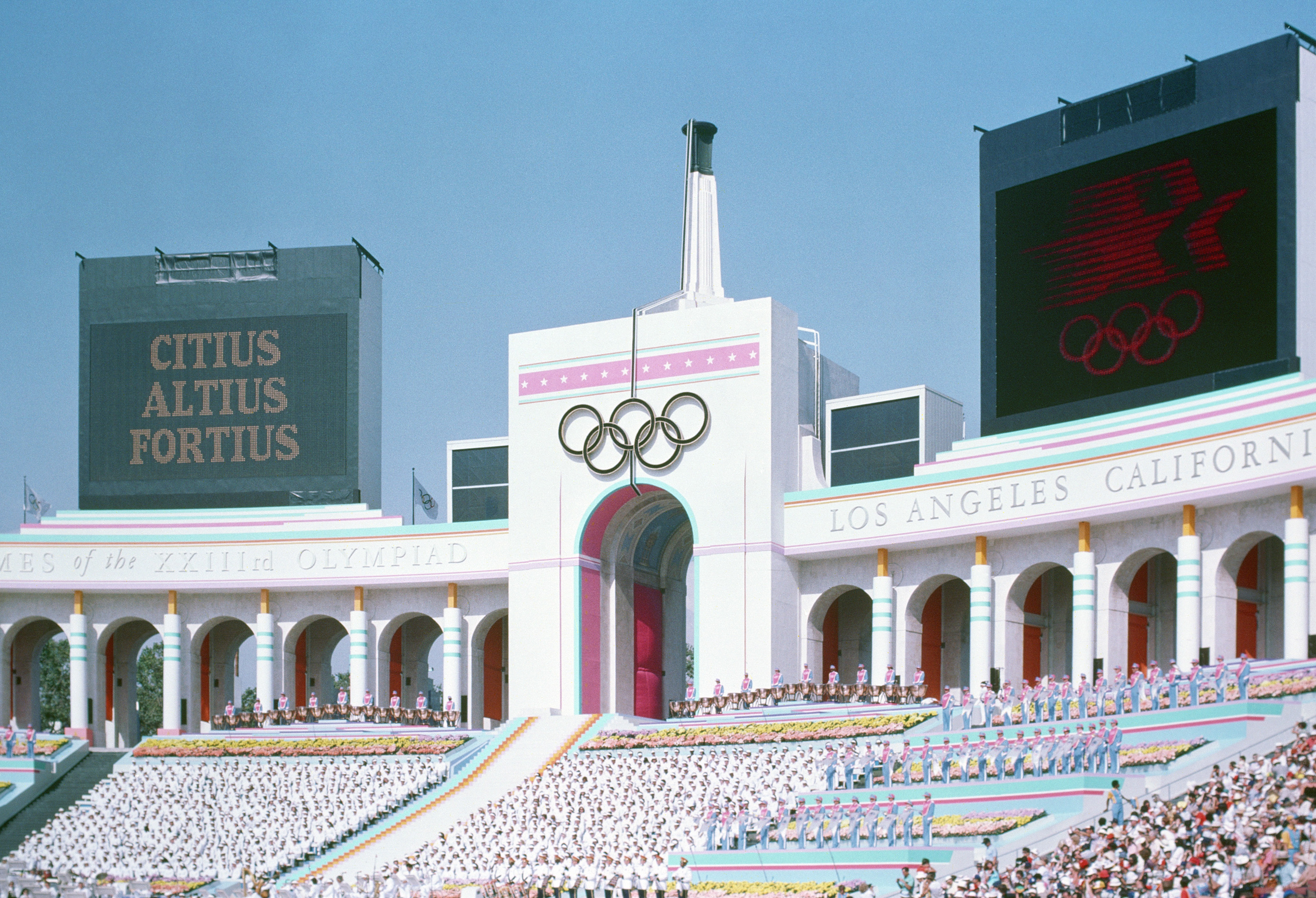
Ceremonia de inauguración de los Juegos Olímpicos de 1984.

Luego de cuatro intentos infructuosos por obtener la sede olímpica de las ediciones de 1952, 1956, 1976 y 1980; finalmente el 18 de mayo de 1978 en la octogésima sesión del COI en Atenas, Los Ángeles fue elegida como anfitriona de los Juegos Olímpicos de 1984, nuevamente, como ocurrió en la elección de 1923, de manera unánime ante la falta de contendientes. Con ello la justa deportiva veraniega regresaba a la urbe californiana 52 años después, convirtiéndose en la tercera ciudad en albergar dos veces los juegos, honor que ahora compartía con París y Londres. Al mismo tiempo el Memorial Coliseum se convertía en el único estadio de la historia en ser la sede principal de dos ediciones olímpicas.
Sin la presencia de los países del bloque soviético, quienes correspondieron al boicot de cuatro años atrás por parte del bloque occidental en Moscú 1980; el 28 de julio de 1984 desfilaron 6829 atletas de 141 países por la pista del coliseo angelino. Nuevamente, como en 1932, el estilo de producción cinematográfica se convirtió en el principal elemento de la ceremonia de inauguración, que tuvo como tema central la conquista del oeste en el siglo XIX. Sobresalió en el evento de apertura, un gigantesco mosaico con las banderas de las naciones participantes y hecho con la participación de los más de noventa mil asistentes.
Los Ángeles 1984 se caracterizó por ser la primera edición que se financió absolutamente con el patrocinio de empresas privadas, con lo que se garantizo la solvencia de la organización y permitió, gracias a los ingresos de publicidad y televisión, ganancias por 232.5 millones de dólares. En el aspecto deportivo, los juegos representaron el debut olímpico y consagración de su carrera atlética para Carl Lewis, ganador de medallas de oro en salto de longitud y las pruebas de velocidad de relevos 4 x 100, 100 y 200 metros.

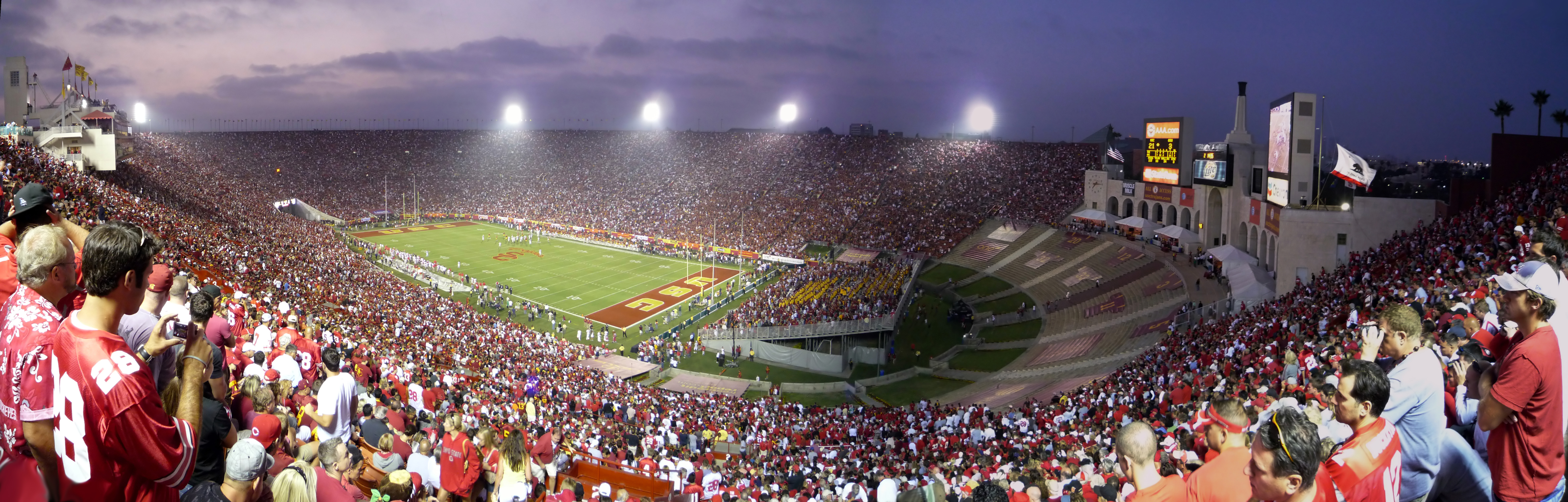
Panorámica del estadio.

### Fútbol
Diversos factores permitieron que la ciudad de Los Ángeles y su zona metropolitana se convirtieran en el centro futbolístico de Estados Unidos,  tanto para el fútbol local como el internacional. Entre ellos el factor demográfico común de la zona, que desde mediados del siglo XX comenzó a albergar a miles y después millones de inmigrantes latinoamericanos, especialmente mexicanos; llevando a la urbe californiana la afición por el denominado soccer. A ello se suma la incipiente tradición futbolística de la ciudad que databa de 1902. 
En un principio el fútbol encontró como anfitrión a estadios pequeños de la zona como el Wrigley Field (homónimo del estadio de Chicago) y el Veterans Memorial Stadium, sin embargo el crecimiento de la afición por el balompié, movió la disputa de los encuentros al escenario más grande de la ciudad, el Memorial Coliseum.
El primer partido de competencia oficial que desarrolló en el inmueble sería el 7 de marzo de 1965, correspondiente a la eliminatoria para la Copa del Mundo de Inglaterra 1966 entre Estados Unidos y México que concluyó con un empate a dos tantos.
Aunque el estadio representa la segunda sede más activa en la historia de la selección estadounidense (después del Robert F. Kennedy), únicamente ha disputado 22 encuentros en ella, el último de ellos en el año 2000. De estos, once fueron de competencia oficial (tres de eliminatorias mundialistas, siete de la Copa de Oro de la Concacaf y uno de la Copa de Naciones Norteamericana) y once amistosos, todos de categoría "A". En este escenario la selección conquistó su primer título absoluto al terminar como campeón de la Copa de Oro de la Concacaf 1991, venciendo en tiros desde el punto penal a su similar de Honduras.
Sin embargo la selección nacional con mayor actividad en el Memorial Coliseum es México, que ha disputado 87 partidos en el inmueble: 14 de competencia oficial (3 de eliminatoria mundialista, 9 de la Copa Oro y dos de la Copa Norteamericana de Naciones), incluidas las finales de la Copa Oro de 1996 y 1998, en las que se coronó venciendo 2-0 a Brasil y 1-0 a Estados Unidos respectivamente; y 73 amistosos (51 de Categoría "A" — contra otras selecciones absolutas —, 6 de la denominada selección "B" y 16 contra clubes tanto mexicanos como extranjeros). Incluso el escenario angelino es el segundo estadio donde más partidos ha disputado el representativo mexicano, solo después de su sede oficial el Estadio Azteca, superando a cualquier otro recinto tanto en su país como en Estados Unidos. Fue a mediados de la década de 1980, que la selección mexicana comenzó a adoptarlo como sede habitual de sus juegos amistosos en el país vecino, en gran medida por la singularidad poblacional de Los Ángeles, que la ubica como la segunda ciudad con más mexicanos en el mundo (solo después de la Ciudad de México).
Dada su capacidad y la importancia de la zona en la que se ubica, ha sido llamativo para realizar distintos partidos de clubes y selecciones, tanto amistosos como oficiales. Aunque destaca el hecho de no haber sido considerado como sede para la Copa del Mundo de 1994, distinción otorgada a su vecino el Rose Bowl Stadium.
Aunque el estadio nunca ha sido sede de la Copa MLS (juego final por el título de la Major League Soccer), ni de la final de la Lamar Hunt U.S. Open Cup (el torneo de fútbol más antiguo del país); Fue la sede de la primera final de un torneo profesional de fútbol en el país, cuando sirvió de escenario para el Soccer Bowl de 1967, organizado por la United Soccer Association.

#### Partidos internacionales

##### Copa Oro 1991
En octubre de 1990 la CONCACAF decide reeditar su torneo de selecciones convirtiéndolo de hexagonal a octagonal, separándolo del proceso eliminatorio para la Copa del Mundo, y celebrarlo cada dos años en los Estados Unidos. El nuevo torneo se denominó Copa de Oro de la Concacaf. La I edición se efectuó del 28 de junio al 7 de julio de 1991 teniendo como sedes al Memorial Coliseum de Los Ángeles y el Rose Bowl. Por lo que por única ocasión en la historia, la totalidad de los partidos (16) se llevaron a cabo en una sola sede (considerando a Pasadena parte del Área metropolitana de Los Ángeles). Doce de los encuentros ocurrieron en el Coliseo; Desde luego esto incluyendo la final, en la que Estados Unidos se coronó campeón al vencer 4-3 en tiros penales (luego de empatar a cero) a su similar de Honduras.
| Fecha               | Local             | Resultado | Visita         | Ronda     |
| ------------------- | ----------------- | --------- | -------------- | --------- |
| 28 de julio de 1991 | Honduras          | 4-2       | Canadá         | Grupo A   |
| 28 de julio de 1991 | Jamaica           | 1-4       | México         | Grupo A   |
| 30 de julio de 1991 | Honduras          | 5-0       | Jamaica        | Grupo A   |
| 30 de julio de 1991 | México            | 3-1       | Canadá         | Grupo A   |
| 3 de julio de 1991  | Canadá            | 3-2       | Jamaica        | Grupo A   |
| 3 de julio de 1991  | México            | 1-1       | Honduras       | Grupo A   |
| 3 de julio de 1991  | Trinidad y Tobago | 3-2       | Guatemala      | Grupo A   |
| 3 de julio de 1991  | Costa Rica        | 3-2       | Estados Unidos | Grupo A   |
| 5 de julio de 1991  | Honduras          | 2-0       | Costa Rica     | Semifinal |
| 7 de julio de 1991  | Estados Unidos    | 2-0       | Honduras       | Final     |

##### Copa Oro 1996
Luego de no tener actividad en la edición de 1993, el estadio regresó a la máxima justa de la zona de Concacaf para ser el escenario de cinco partidos, incluyendo la final el 21 de enero de 1996 en la que la selección mexicana consiguió el bicampeonato al derrotar 2-0 a Brasil, que había acudido en calidad de invitado.
| Fecha               | Local          | Resultado | Visita    | Ronda     |
| ------------------- | -------------- | --------- | --------- | --------- |
| 12 de enero de 1996 | Brasil         | 4-2       | Canadá    | Grupo B   |
| 14 de enero de 1996 | Brasil         | 5-0       | Honduras  | Grupo B   |
| 18 de enero de 1996 | Estados Unidos | 0-1       | Brasil    | Semifinal |
| 21 de enero de 1996 | Estados Unidos | 3-0       | Guatemala | 3° lugar  |
| 21 de enero de 1996 | Brasil         | 0-2       | México    | Final     |

##### Copa Oro 1998
Desarrollada en tres sedes distintas (Los Ángeles, Oakland y Miami), la cuarta edición del certamen ubicó la mitad de los dieciséis duelos, en el Coliseo angelino; que pudo servir de sede para una edición más de la creciente rivalidad entre las selecciones de Estados Unidos y México, enfrentándose en la final, saldada a favor del conjunto tricolor con marcador de 1-0; alcanzando con ello el tricampeonato del torneo.
| Fecha                 | Local          | Resultado | Visita      | Ronda     |
| --------------------- | -------------- | --------- | ----------- | --------- |
| 1 de febrero de 1998  | El Salvador    | 0-0       | Guatemala   | Grupo A   |
| 8 de febrero de 1998  | El Salvador    | 1-1       | Brasil      | Grupo A   |
| 8 de febrero de 1998  | Guatemala      | 2-3       | Jamaica     | Grupo A   |
| 9 de febrero de 1998  | Jamaica        | 4-2       | El Salvador | Grupo A   |
| 10 de febrero de 1998 | Estados Unidos | 1-0       | Brasil      | Semifinal |
| 12 de febrero de 1998 | México         | 1-0       | Jamaica     | Semifinal |
| 15 de febrero de 1998 | Brasil         | 1-0       | Jamaica     | 3° lugar  |
| 15 de febrero de 1998 | Estados Unidos | 0-1       | México      | Final     |

##### Copa Oro 2000
El Memorial Coliseum fue escenario de uno de los éxitos futbolísticos más importantes para la selección de Canadá; ya que en este inmueble el equipo de la hoja de maple obtuvo el campeonato del área el 27 de febrero de 2000, al vencer 2-0 en la final a Colombia, que había acudido como invitada. En esta ocasión el estadio albergó solo seis partidos.
| Fecha                 | Local             | Resultado | Visita     | Ronda     |
| --------------------- | ----------------- | --------- | ---------- | --------- |
| 15 de febrero de 2000 | Trinidad y Tobago | 4-2       | Guatemala  | Grupo C   |
| 17 de febrero de 2000 | México            | 1-1       | Guatemala  | Grupo C   |
| 15 de febrero de 2000 | Corea del Sur     | 4-2       | Canadá     | Grupo D   |
| 17 de febrero de 2000 | Corea del Sur     | 4-2       | Costa Rica | Grupo D   |
| 24 de febrero de 2000 | Trinidad y Tobago | 0-1       | Canadá     | Semifinal |
| 15 de febrero de 2000 | Canadá            | 4-2       | Colombia   | Final     |

##### Copa Oro 2005
Los partidos de fase grupal México-Guatemala (4-0) y Sudáfrica-Jamaica (3-3) son hasta ahora los últimos en el Memorial Coliseum dentro de esta competencia. El acondicionamiento del Rose Bowl para partidos internacionales, aunado al surgimiento de un estadio especialmente diseñado para el fútbol en la zona de Carson (el Home Depot Center), serían factor para el desplazamiento del segundo estadio con más partidos en la historia de la Copa Oro (solo después del Orange Bowl).
| Fecha               | Local     | Resultado | Visita    | Ronda   |
| ------------------- | --------- | --------- | --------- | ------- |
| 10 de julio de 2005 | México    | 4-0       | Guatemala | Grupo C |
| 10 de julio de 2005 | Sudáfrica | 3-3       | Jamaica   | Grupo C |

#### Juegos internacionales de clubes

##### Copa de Campeones de la Concacaf
El primer partido del máximo certamen de clubes en la confederación, escenificado aquí correspondió al duelo de ida de la fase de octavos de final de la Copa de Campeones de la Concacaf 1985 entre América y Guadalajara (ambos equipos mexicanos) el 9 de abril de 1985, que concluyó con triunfo del cuadro americanista 3-1. Este era el primer Clásico del fútbol mexicano en competición internacional. Solo dos de los equipos locales en el estadio, tuvieron la oportunidad de participar en la Copa de Campeones de la Concacaf; El Maccabi en 1974 y 1978, clasificó al ser campeón de la Lamar Hunt U.S. Open Cup, sin embargo en ambas ocasiones se retiró. Los Angeles Wolves, Los Angeles Aztecs y Los Angeles Toros nunca pudieron participar en el certamen. Mientras tanto el Galaxy que ejercía como local en el Rose Bowl, antes de mudarse al Home Depot Center, lo utilizó tres veces en este torneo: En la edición de 1997 al vencer 4-2 a Santos Laguna; en la de 1999 al perder 4-3 en penales frente a Necaxa luego de empatar a uno; En la Copa de Campeones de la Concacaf 2000 en la que se coronó como campeón, jugó la semifinal y la final aquí, pues el formato del torneo era de una fase final en sede neutral. La única final del torneo, jugada en este estadio con el siguiente resultado:
| 21 de enero de 2001 | Los Angeles Galaxy                        | 3:2 (2:1) | Olimpia                                     | Los Angeles Memorial Coliseum, Los Ángeles |  |
|                     | Ezra Hendrickson 36' 78' · Cobi Jones 39' |           | Danilo Tosello 34' (pen.) · Robert Lima 51' |                                            |  |

##### Copa Interamericana
En la Copa Interamericana 1980 se determinó definir el título entre Universidad Nacional campeón de la Copa de Campeones de la Concacaf 1980 y Nacional campeón de la Copa Libertadores 1980 en un tercer duelo de desempate en cancha neutral, luego de haber ganado ambos equipos sus respectivos juegos como local por idéntico marcador de 3-1. La sede elegida fue el Memorial Coliseum.
| 13 de mayo de 1981 | Pumas UNAM                      | 2:1 (0:0) | Nacional       | Los Angeles Memorial Coliseum, Los Ángeles                 |                                                            |
|                    | R. Ferretti 69' · G. Vargas 89' |           | J. Cabrera 62' | Asistencia: 15 000 espectadores Árbitro(s): Roberto Wright | Asistencia: 15 000 espectadores Árbitro(s): Roberto Wright |

##### Copa de Gigantes de la Concacaf
La Copa de Gigantes fue un torneo organizado por la Concacaf, sus finalistas clasificarían a una nueva competición llamada Copa de Clubes de la Concacaf, misma que nunca se realizó. Para la fase final del evento fue escogido el Coliseo angelino. América se coronó campeón al derrotar a D.C. United.
| 5 de agosto de 2001 | América                                | 2:0 (0:0) | D.C. United | Los Angeles Memorial Coliseum, Los Ángeles           |                                                      |
|                     | Jesús Mendoza 52' · Octavio Valdez 70' | Reporte   |             | Asistencia: 3127 espectadores Árbitro(s): Noel Byone | Asistencia: 3127 espectadores Árbitro(s): Noel Byone |

##### Recopa Sudamericana
En un intento por promocionar el fútbol sudamericano a nivel mundial, la Conmebol comenzó a trasladar uno de sus partidos de campeonato a sedes fuera de Sudamérica, específicamente Japón y Estados Unidos. La Recopa Sudamericana 2003 se jugó a un solo partido el 12 de julio de 2003 en el Memorial Coliseum, entre el club paraguayo Olimpia (campeón de la Copa Libertadores 2002) y el club argentino San Lorenzo de Almagro (Campeón de la Copa Sudamericana 2002). El encuentro concluyó con triunfo 2-0 para el conjunto paraguayo.
| 12 de julio de 2003, 19:00 (UTC-7) | Olimpia                       | 2:0 (1:0) | San Lorenzo | Los Angeles Memorial Coliseum, Los Ángeles              |                                                         |
|                                    | López 28' · Enciso 69' (pen.) |           |             | Asistencia: 8 000 espectadores Árbitro(s): Carlos Simon | Asistencia: 8 000 espectadores Árbitro(s): Carlos Simon |

### Otros eventos
El 29 de marzo de 2008, los Dodgers de Los Ángeles y los Medias Rojas de Boston establecieron el récord mundial Guinness de la mayor asistencia en un juego de béisbol con una multitud de 115 300 espectadores. Otros eventos históricos son, en 1990 el discurso de Nelson Mandela en los Estados Unidos, la Misa por el Papa Juan Pablo II en 1987, y en 1976 el espectáculo del Bicentenario de los Estados Unidos.
El Coliseo ha sido anfitrión de decenas de conciertos incluyendo: Roger Waters realización de "The Wall" en su totalidad (19 de mayo de 2012), LA Rising (junio de 2011), el Summer sanitarium tour (encabezado por Metallica - agosto de 2003), Bruce Springsteen en 1985, cuatro de los Rolling Stones con entradas agotadas, U2, Metallica, The Who, Pink Floyd, Kid rock, los Grateful Dead, Van Halen, entre otros.
Una nueva marca para la asistencia pagada más alta (63 101) para un concierto de música latina en los Estados Unidos se estableció el 18 de marzo de 2006, cuando RBD, subió al escenario del Coliseum.
El Pro Bowl se realizó allí entre 1951 y 1972, y luego en 1979. Por otra parte, el Superbowl de Motocross se realizó en el Coliseum entre 1972 y 1998. Los X Games se realizaron en parte en dicho estadio en 2003 y 2010.

### Llama Olímpica
La Llama Olímpica (también conocida como La Antorcha Olímpica) es encendida cuando juega el equipo de Troyanos de la Universidad del sur de California, y en varias ocasiones especiales por ejemplo:
- En el invierno de 1963 iluminaron la llama por el fallecimiento del Presidente John F. Kennedy.
- En el 2004 la iluminaron por el fallecimiento del Presidente Ronald Reagan por una semana.
- Igual el año siguiente del 2005 cuando falleció el papa Juan Pablo II.
- En conmemoración a los fallecidos de los Atentados del 11 de septiembre de 2001, La antorcha fue prendida por una semana.